# Laoure Ngock
Laoure Ngock est un village de la commune de Belel situé dans la région de l'Adamaoua et le département de la Vina au Cameroun.

## Population
Lors du recensement de 2005, on y a dénombré 1 218 habitants.
En 2015, Laoure Ngock comptait 1 567 habitants dont 750 hommes et 817 femmes. En termes d'enfants, le village comptait 168 nourrissons (0-35 mois), 28 nourrissons (0-59 mois), 99 enfants (4-5 ans), 367 enfants (6-14 ans), 290 adolescents (12-19 ans), 544 jeunes (15-34 ans).